# Bidoeira de Cima
Bidoeira de Cima est une freguesia portugaise située dans le District de Leiria.
Avec une superficie de 15,54 km2 et une population de 2 073 habitants (2001), la paroisse possède une densité de 133,4 hab/km2.